# Henri Mouhot

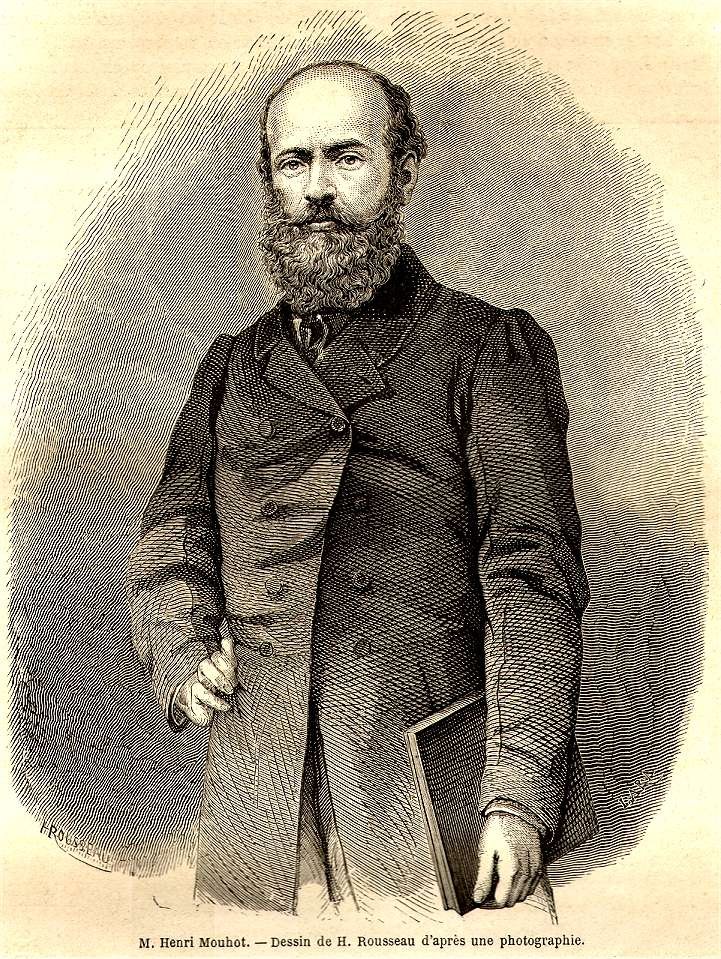
Portret Henri Mouhota wykonany przez H. Rousseau z fotografii

Henri Mouhot (ur. 15 maja 1826, zm. 10 listopada 1861) – francuski przyrodnik i podróżnik z połowy XIX w.
W 1861 r., w jednej ze swoich podróży dotarł do Angkoru. Jego dzienniki, a zwłaszcza rysunki, przedstawiające pozostałości po imperium khmerskim wywołały sensację, w wyniku której okrzyknięto go odkrywcą zaginionego miasta. Mouhot sądził, że znalezione przez niego budowle są znacznie starsze i nie mają nic wspólnego z żyjącymi tam Khmerami, których uważał za barbarzyńców. Jego relacja stała się przyczyną gorączki poszukiwań, a sam Mouhot jest przez wielu uważany za narzędzie francuskiej ekspansji kolonialnej.
Mouhot nie doczekał sławy. Umarł na malarię w laotańskiej dżungli, w czasie swojej czwartej wyprawy. Pochowano go w pobliżu francuskiej misji w Naphan, niedaleko Luang Prabang. Jego dzienniki przywiezione do Francji zostały opublikowane w 1863 roku.
Zaginiony w dżungli grobowiec Mouhota został przypadkowo ponownie odkryty w 1990 r.